# Hällekis
Hällekis est une localité de la commune de Götene dans le comté de Västra Götaland en Suède.
Sa population était de 661 habitants en 2019.
Le village est situé sur la côte du lac Vänern, au nord du mont Kinnekulle, avec une crête de 306 m et une grande réserve naturelle.  Les grandes villes les plus proches sont Mariestad et Lidköping, toutes deux situées à environ 32 km, respectivement, au nord-est et au sud-ouest. Une ligne ferroviaire légère relie le village à ces deux villes.

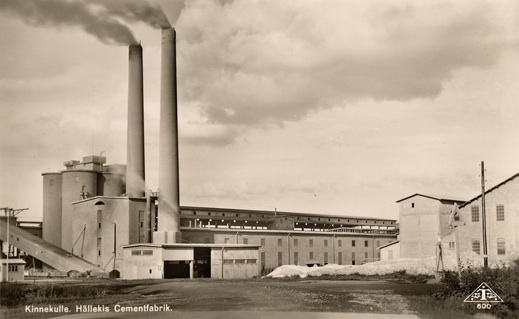
L'usine de ciment, vers 1950